# Golfo di Bonagia
Il golfo di Bonagia è una vasta insenatura naturale sul mar Tirreno, nella Sicilia occidentale, che va dalla estremità della frazione di Pizzolungo, nel comune di Erice, all'altezza dell'insenatura denominata "nono chilometro", fino a monte Cofano, in territorio di Custonaci.

## Geografia
Al suo centro vi è il borgo marinaro di Bonagia, frazione di Valderice, che dà il nome al golfo stesso, con la antica tonnara, oggi sede del Museo delle Attività Marinare. La costa prosegue con il Lido Valderice, la foce del fiume Forgia e Cornino, la frazione balneare di Custonaci. Dal Monte Erice si domina l'intero golfo di Bonagia.
Lungo la costa, ad est di Monte Cofano, vi è poi il golfo di Macari con Capo San Vito, mentre a ovest di Bonagia vi è Pizzolungo e il litorale di Trapani.

## Storia
Certo è che gli Arabi approdarono in quei luoghi, il cui nome fu corrotto in "Abù Nagià", col significato di porto sicuro.L'origine del toponimo sembrerebbe essere di epoca bizantina e deriverebbe da "Panaghia", attributo che i Bizantini riferivano alla Madonna (il significato sarebbe letteralmente quello di "tutta santa", quindi Santissima), forse in riferimento ad una primitiva chiesetta da loro costruita in quei territori dedicata proprio alla Madonna. Altre fonti invece riportano l'esistenza di una chiesa dedicata ad Ognissanti, e anche ciò spiegherebbe il toponimo bizantino.